# Černá Říčka
Černá Říčka, früher auch Černý Újezd (deutsch Schwarzfluß), ist ein Ortsteil von Desná (Dessendorf) in Tschechien.

## Geografische Lage
Der Ort liegt im Isergebirge unweit der Grenze zum Riesengebirge. Er erstreckt sich in einem engen Seitental, durch das die Landstraße nach Horní Polubny (Oberpolaun) führt.

## Geschichte
Der Ort war ein Ortsteil von Polaun, wohin er auch eingepfarrt war. Gemeinsam mit diesem Ort wurde Schwarzfluß nach Dessendorf eingemeindet. 

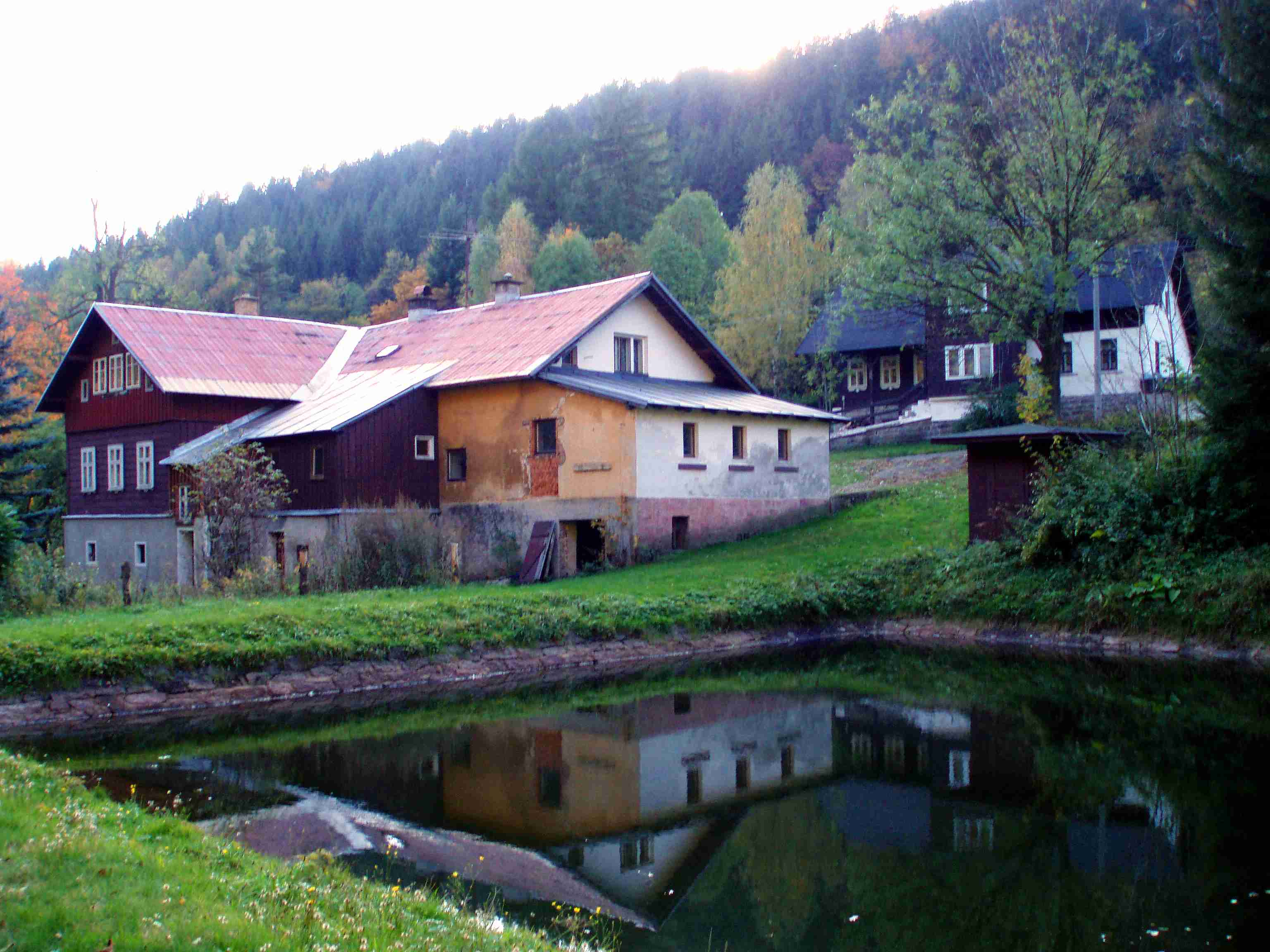
Früheres Freibad in Černá Říčka

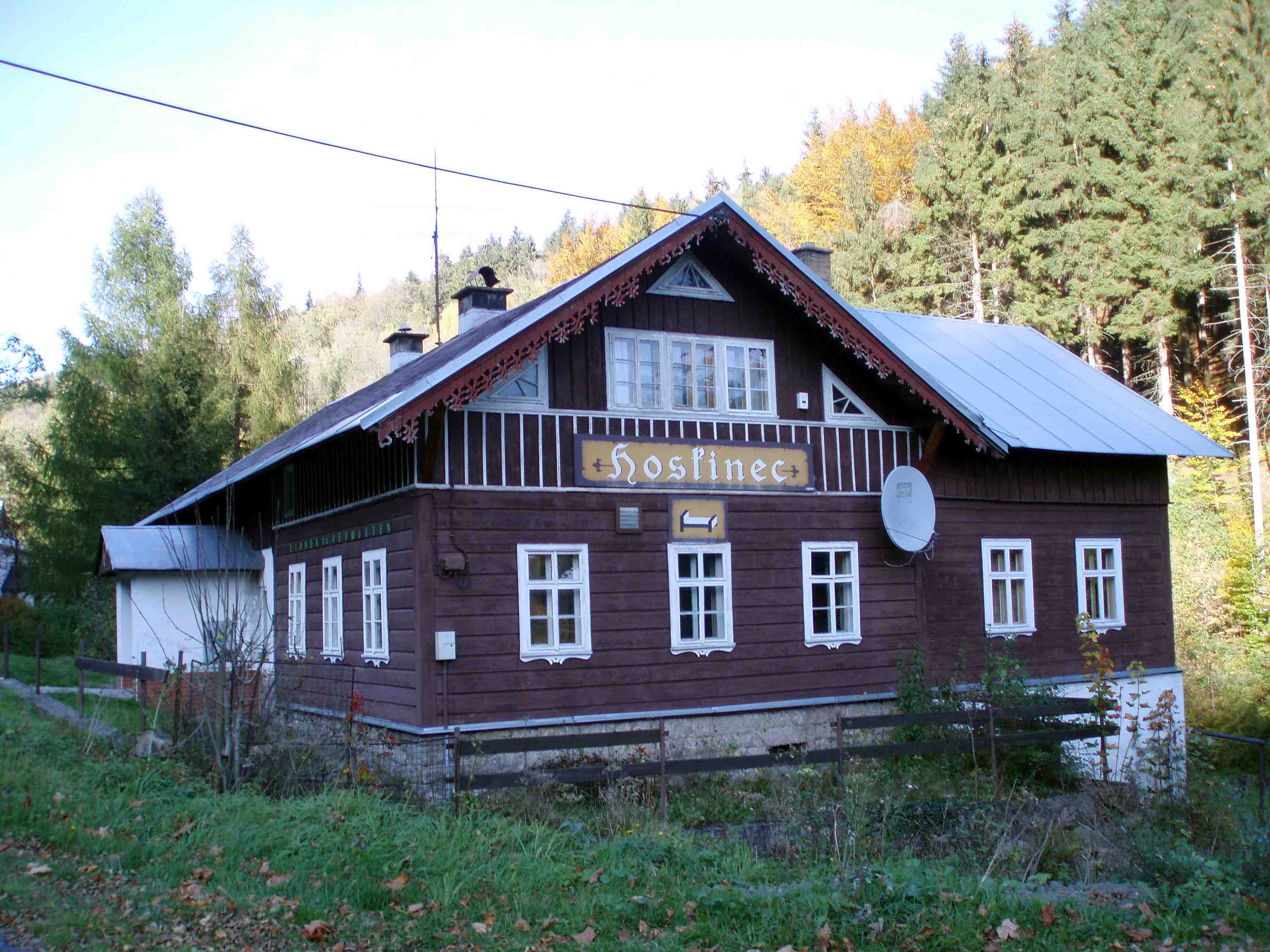
Gasthaus

Schwarzfluß verfügte über ein Freibad und eine Sprungschanze.